# Силиврийская митрополия
Силиври́йская митропо́лия (греч. Μητρόπολη Σηλυβρίας) — православная епархия Константинопольской православной церкви с центром в районе Силиври в провинции Стамбул в Турции.
Одна из древнейших митрополий Константинопольской православной церкви, деятельность которой была прервана в 1922 году в связи с обменом населением между Турцией и Грецией.
Кафедральным храмом являлся византийский собор Святого Спиридона, располагавшийся на самом возвышенном месте и разрушенный после 1922 года. До разрушения собора, в нём сохранялись мощи мученика Агафоника Никомидийского.
15 июля 2014 года деятельность митрополии была восстановлена.

## Митрополиты
- Филофей (XIV век)
- Каллиник (декабря 1790 — августа 1816)
- Паисий (август 1816 — март 1818)
- Иоанникий (март 1818 — 3 февраля 1819)
- Макарий (февраль 1819 — октябрь 1821)
- Дионисий (Котакис) (октября 1821 — июль 1826)
- Иерофей (1826 — май 1834)
- Матфей (Аристархис) (май 1834 — 10 ноября 1838)
- Софроний (ноября 1838 — 11 октября 1849)
- Иоанникий (12 октября 1849 — 23 июня 1853)
- Мелетий (23 июня 1853 — май 1861)
- Захарий (12 июня 1861 — 1 февраля 1877)
- Кирилл (Кириакидис) (9 февраля 1877 — 27 октября 1881)
- Герман (Апостолидис) (31 октября 1881 — 8 апреля 1892)
- Константий (Захариадис) (14 апреля 1892 — 7 сентября 1900)
- Дионисий (Ставридис) (3 октября 1900 — 29 марта 1913)
- Вениамин (Псомас) (11 июня 1913 — 10 сентября 1913)
- Евгений (Христодулу) (10 сентября 1913 — 20 мая 1926 и 26 марта 1927 — 22 июня 1934)
- Емилиан (Тимиадис) (15 ноября 1977 — 28 февраля 2008) титулярный
- Максим (Вгенопулос) (с 27 июля 2014)